# Хаусдорф (Каменц)

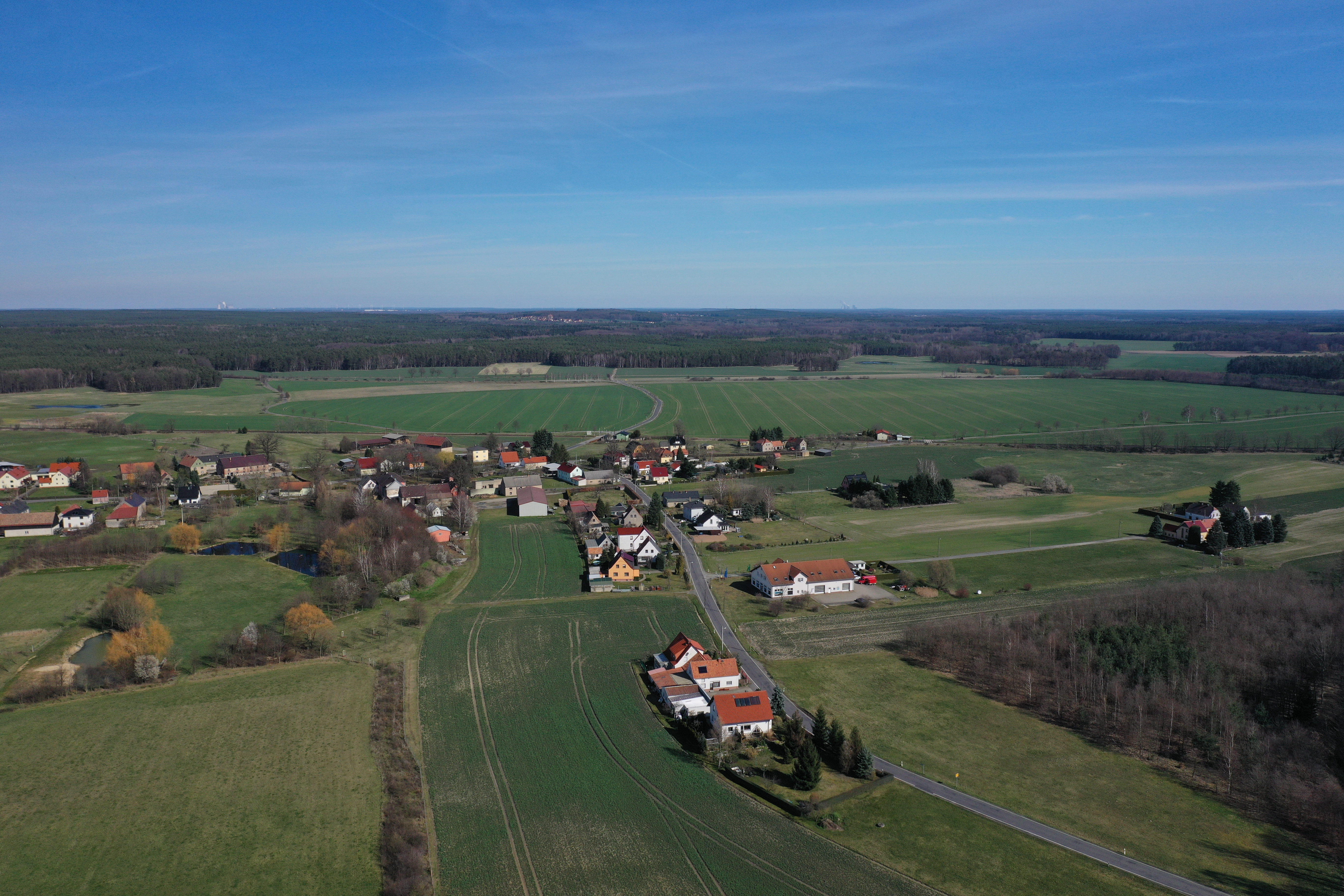

Ха́усдорф (нем. Hausdorf; серболужицкое наименование — Ву́кецы, Лу́кецы в.-луж.  Wukecy, Łukecy) — сельский населённый пункт в городских границах Каменца, район Баутцен, федеральная земля Саксония, Германия.

## География
Находится северо-западнее Каменца на автомобильной дороге K9271 (участок Куннерсдорф — автомобильная дорога S94). На востоке деревни проходит железнодорожная линия Зенфтенберг — Каменц и автомобильная дорога S94. На востоке находится биосферный заповедник «Пруды Била-Вайсиг».
Соседние населённые пункты: на севере — деревня Штрасгребхен (в городских границах Бернсдорфа), на юго-востоке — деревня Била (Бела, в городских границах Каменца), на юге — деревня Куннерсдорф (Глинка, в городских границах Каменца) и на западе — деревня Буллериц (Болерицы) коммуны Швепниц.

## История
Впервые упоминается в 1308 году под наименованием «Hvgisdorf». В средние века принадлежала женскому аббатству Мариенштерн. С 1994 по 1999 года деревня входила в коммуну Шёнтайхен. 1 января 1999 года вошла в городские границы Каменца в статусе самостоятельного сельского населённого пункта.
Исторические немецкие наименования:
- Hvgisdorf, 1308
- Hugisdorf, 1404
- Hausdorf, 1524
- Hawsdorff, Hawgesdorff, Haustorff, 1525
- Haußdorf, 1768

## Население
Согласно статистическому сочинению «Dodawki k statisticy a etnografiji łužickich Serbow» Арношта Муки в 1884 году в деревне проживало 186 жителей (из них — 16 лужичан (8 %).
| 1834 | 1871 | 1890 | 1910 | 1925 | 1939 | 1946 | 1950 | 1964 | 1990 | 2011 |
| ---- | ---- | ---- | ---- | ---- | ---- | ---- | ---- | ---- | ---- | ---- |
| 132  | 191  | 205  | 222  | 210  | 213  | 328  | 325  | 259  | 211  | 157  |